# Насельськ
На́сельськ (пол. Nasielsk) — місто в центральній Польщі 50 км на північ від Варшави.
Належить до Новодворського повіту Мазовецького воєводства.

## Демографія
Демографічна структура станом на 31 березня 2011 року:
|          | Загалом | Допрацездатний вік | Працездатний вік | Постпрацездатний вік |
| -------- | ------- | ------------------ | ---------------- | -------------------- |
| Чоловіки | 3746    | 756                | 2688             | 302                  |
| Жінки    | 3841    | 663                | 2387             | 791                  |
| Разом    | 7587    | 1419               | 5075             | 1093                 |

### Уродженці
- Ола Джордан (нар 1982) — британсько-польська професійна бальна танцюристка та модель.